# Rhipidocephala manicata
Rhipidocephala manicata är en tvåvingeart som först beskrevs av H. Oldroyd 1966.  Rhipidocephala manicata ingår i släktet Rhipidocephala och familjen rovflugor.
Artens utbredningsområde är Namibia. Inga underarter finns listade i Catalogue of Life.